# Kuckucksei
Kuckucksei bezeichnet das vom Kuckuck im Rahmen des Brutparasitismus in fremder Vögel Nester gelegte Ei. Der ausgebrütete Kuckuck wirft weitere im Nest befindliche Eier oder bereits geschlüpfte Jungvögel aus dem Nest.
Das Kuckucksei wurde zum Synonym für etwas, das jemand anderem untergeschoben wurde. Dies ist mit negativen Konnotationen wie der des Schmarotzers versehen. Beispielsweise nennt man im Volksmund Kinder, bei denen die Mütter Männer als Väter angeben, die es nicht sind, mancherorts „Kuckuckskinder“. 
Clifford Stoll bezeichnete in seinem Buch Kuckucksei einen Trick, den ein Hacker bei einem Angriff auf das Lawrence Berkeley National Laboratory angewendet hatte, als „Ausbrüten eines Kuckuckseis“ (siehe auch KGB-Hack).
Verwandt mit dem Kuckucksei sind sogenannte Kuckucksmarken im Marketing. Dabei werden mit Marken Assoziationen untergeschoben.
In Rätselspielen (etwa unter dem Motto: „Eines von diesen Dingen passt nicht zu den anderen.“ als Sendungsbestandteil der Sesamstraße) müssen Kandidaten herausfinden, welcher Begriff in einer Liste nicht derselben Kategorie angehört wie die anderen Begriffe. Auch in Quizsendungen für Erwachsene wird dieser Aufgabentyp berücksichtigt.